# تیلوتل
تیلوتل (به لاتین: Tilutl) یک منطقهٔ مسکونی در روسیه است که در داغستان واقع شده‌است.